# Xã Warwick, Quận Bucks, Pennsylvania
Xã Warwick (tiếng Anh: Warwick Township) là một xã thuộc quận Bucks, tiểu bang Pennsylvania, Hoa Kỳ. Năm 2010, dân số của xã này là 14.437 người.